# Athetis pervicax
Athetis pervicax är en fjärilsart som beskrevs av Hans Daniel Johan Wallengren 1875. Athetis pervicax ingår i släktet Athetis och familjen nattflyn. Inga underarter finns listade i Catalogue of Life.